# Garshuni
Le Garshuni o Karshuni (in siriaco: ܓܪܫܘܢܝ, in arabo: كرشوني) sono scritture in lingua araba che utilizzano l'alfabeto siriaco. 

## Storia
Queste scritture furono importanti per trasmettere la letteratura araba cristiana.

## Garshunografia
La parola Garshuni è stata usata da George Kiraz per forgiare il termine Garshunografia, ovvero la denotazione della scrittura di un linguaggio nell'alfabeto di un altro. Uno degli esempi più noti è l'Aljamiado della Spagna medievale.

## Galleria d'immagini

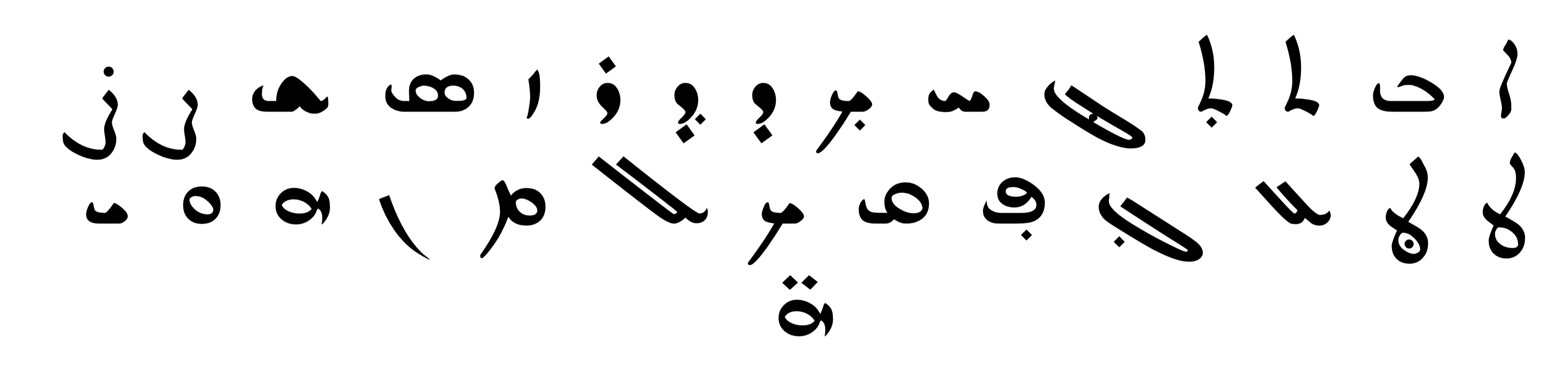
L'alfabeto garshuni (serto)
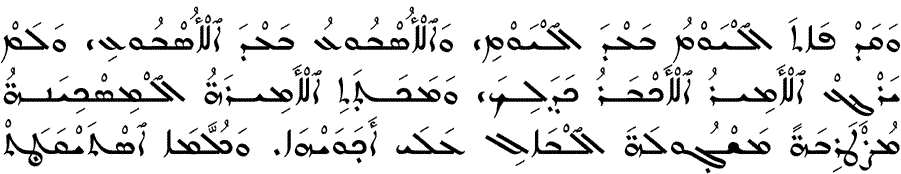
Es. di scrittura araba in alf. garshuni (serto)
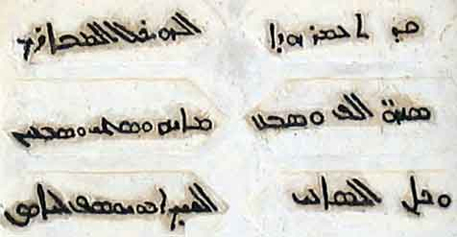
Incisione in garshuni che commemora l'ampliamento della chiesa di Mar Awtel nel 1776 a Kfarsgheb (Libano)
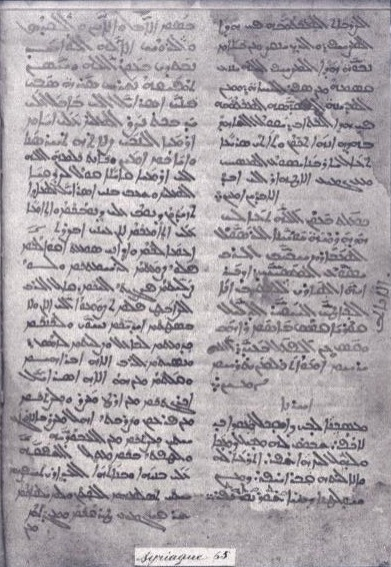
Manoscritto arabo in alf. garshuni (serto), Storia della cattività babilonese, 1594